# Контело, Джордж де
Джордж де Контело (англ. George de Cantilupe; 29 марта 1252, Абергавенни, Монмутшир, Королевство Англия — 18 октября 1273) — английский аристократ, феодальный барон Абергавенни с 1254 года.

## Биография
Джордж де Контело был сыном Уильяма III де Контело и его жены Евы де Браоз. Он родился в замке Абергавенни в Монмутшире. После смерти отца в 1254 году Джордж унаследовал его владения, включавшие феодальную баронию Абергавенни в Валлийской марке и манор Бриджуотер в Сомерсете (официальное вступление в права произошло 23 апреля 1273 года).
Контело был посвящён в рыцари королём Генрихом III в 1272 году, в связи с женитьбой Эдмунда Корнуолла. Он женился на Маргарет де Ласи, дочери Эдмунда де Ласи, 2-го графа Линкольна, и Алезии Салуццо, но уже в 1273 году, в возрасте 21 года, умер, не оставив детей. Его наследником стал племянник Джон Гастингс.